# Csonka Zsuzsanna (operaénekes)
Csonka Zsuzsanna névvariáns: Csonka Zsuzsa (Eger, 1956. szeptember 24. –) magyar operaénekes (szoprán), színésznő.

## Életpályája
Tízévesen kezdett hegedűt tanulni Gyöngyösön. Miskolcon a Bartók Béla Zeneművészeti Szakközépiskolában érettségizett. 1976 és 1981 között a Liszt Ferenc Zeneakadémia magánének szakán Kutrucz Éva és Bende Zsolt növendéke volt. Később Bécsben is tanult Hans Hotter és Prof. Alexander Kolo mesterkurzusán.
A főiskolai évek alatt két évig hegedült a budapesti I. István zenekarban, és tagja volt a Budapesti Madrigálkórusnak is. Főiskolásként Iluska szerepét énekelte az Operaház szólistáival a Tokaji Nyári zenei fesztiválon, végzősként eljátszhatta Sylvia szerepét a Jancsó Miklós által rendezett Csárdáskirálynő című előadásban. 1981-ben diplomázott mint énekművész és művésztanár. 
Első szerződése a Miskolci Nemzeti Színházba szólt, 1982-től 1984-ig a győri Kisfaludy Színház magánénekese volt. 1984-től a Magyar Állami Operaház tagja. Vendégművészként fellépett többek között Miskolcon, Debrecenben, Szolnokon, Szegeden és Kaposváron is, részt vett külföldi turnékon Bécsben, Németország több városában, Moszkvában, Grúziában, Amsterdamban, Lisszabonban, Kairóban, Athénban, Tel-Avivban és Amerikában is. 
Az operák mellett, daljátékokban, operettekben primadonna- és szubrett szerepeket is játszik. Jelmeztervezéssel is foglalkozik és rendezőként is bemutatkozott 2018-ban.

## Magánélete
Két fiú édesanyja: Leblanc Győző és Leblanc Gergely balettművész. Édesapjuktól, Leblanc Győző operaénekestől 2002-ben elvált.

## Fontosabb színpadi szerepei
- Wolfgang Amadeus Mozart: Gon Giovanni... Donna Elvira
- Wolfgang Amadeus Mozart: Varázsfuvola... Az Éj királynője
- Wolfgang Amadeus Mozart: Szöktetés a szerájból... Constanza
- Wolfgang Amadeus Mozart: Cosi Fan Tutte... Despinetta
- Ludwig van Beethoven: Fidelio... Marcellina
- Gaetano Donizetti: Szerelmi bájital... Adina
- Gioachino Rossini: A sevillai borbély... Rosina (Belvárosi Szabadtéri Színpad, Miskolc)
- Gioachino Rossini: A sevillai borbély... Berta, Rosina nevelője
- Giuseppe Verdi: Rigoletto... Gilda
- Giuseppe Verdi: Traviata... Violetta
- Giuseppe Verdi: Álarcosbál... Oscar
- Giacomo Puccini: Bohémélet... Mimi (XIX. Győri Zenei Nyár)
- Giacomo Puccini: Bohémélet... Musette
- Ruggero Leoncavallo: Bajazzók... Nedda, a színpadon Colombina
- Domenico Cimarosa: Titkos házasság... Lisetta
- Domenico Cimarosa: Titkos házasság... Carolina (Miskolci Nyár a Muzsikáló Udvarban) (Budapesti Kamaraopera, Arany János Színház)
- Kacsóh Pongrác: János vitéz... Iluska (Nyári Zenei Fesztivál, Tokaj)
- Kacsóh Pongrác: János vitéz... A francia királykisasszony
- Erkel Ferenc: Bánk bán... Melinda, Bánk felesége (XIX. Győri Zenei Nyár)
- Erkel Ferenc: Dózsa György... Rózsa, Dózsa menyasszonya
- Engelbert Humperdinck: Jancsi és Juliska... Altatómanó
- Franz Schubert: Három a kislány... Grisi Lucia, operaénekesnő
- Jacques Offenbach: Hoffmann meséi... Antonia
- Jacques Offenbach: Hoffmann meséi... Olympia (Debreceni Csokonai Színház)
- Benjamin Britten: Albert Herring... Miss Wordsworth
- Szikora János: Legenda A varázsfuvoláról... Josefa Hofer, mint Éj Királynője (Szolnoki Szigligeti Színház)
- Paul Burkhard: Tűzijáték... Anna
- Hermann Goetz: Makrancos Kata... Bianca
- Carl Zeller: Madarász... Milka (postáslány)
- Carl Zeller: Madarász... Mária hercegnő (Városmajori Szabadtéri Színpad)
- Bakonyi Károly – Szirmai Albert – Gábor Andor: Mágnás Miska... Rolla (Turay Ida Színtársulat)
- George Gershwin: Vadnők... Molly, postáskisasszony
- Johann Strauss: Denevér... Adél, Eisensteinék szobalánya; Rosalinda
- Johann Strauss:  Cigánybáró... Szaffi (Miskolci Nyár a Diósgyőri Várban)
- Johann Strauss:  Egy éj Velencében... Ciboletta
- Jacobi Viktor: Leányvásár... Lucy (Kaposvári Csiky Gergely Színház
- Jacobi Viktor: Sybill... Sybill (Turay Ida Színtársulat)
- Kálmán Imre: Csárdáskirálynő... Sylvia, sanzonett, a Csárdáskirálynő (Miskolci Nemzeti Színház)
- Kálmán Imre: Marica grófnő... Marica grófnő (Győri Kisfaludy Színház; Budaörsi Játékszín; Városmajori Szabadtéri Színpad)
- Kálmán Imre: Marica grófnő... Manja, cigánylány (Kálmán Imre Kulturális Központ, Siófok)
- Kálmán Imre: Cirkuszhercegnő... Fedora Palinska (Turay Ida Színtársulat)
- Kálmán Imre: Tatárjárás... Riza bárónő Szolnoki Szigligeti Színház
- Lehár Ferenc: A víg özvegy... Glavári Hanna, özvegy (Akropolisz Szabadtéri Színpad, Miskolc)
- Lehár Ferenc: A mosoly országa... Liza
- Lehár Ferenc: Giuditta... Giuditta
- Huszka Jenő: Lili bárónő... Lili (Belvárosi Szabadtéri Színpad, Miskolc)
- Huszka Jenő: Lili bárónő... Illésházy Agáta grófnő (Karinthy Színház; Városmajori Szabadtéri Színpad)
- Ábrahám Pál: Bál a Savoyban... Tangolita (spanyol énekesnő) (Városmajori Szabadtéri Színpad)
- Ábrahám Pál: Bál a Savoyban... Madeleine (Csonka Zsuzsanna Művészeti Társaság)
- Fényes Szabolcs: Paprikáscsirke avagy Stex és New York... Valéria (az anyós) (Gergely Theater)
- Johnnie Mortimer – Brian Cooke – Szolnoki Péter – Duba Gábor: Pasik a pácban... Ethel (Gergely Theater)

## Díszlet- és jelmezterveiből
- Huszka Jenő: Lili bárónő (díszlet; jelmez) (Karinthy Színház – Városmajori Szabadtéri Színpad)
- Carl Zeller: Madarász (jelmez) – Városmajori Szabadtéri Színpad
- Kálmán Imre: Marica grófnő (jelmez) – (Karinthy Színház – Városmajori Szabadtéri Színpad); (Csonka Zsuzsa Társulata – Kőszegi Várszínház)
- Johann Strauss: A cigánybáró (jelmez)  (Városmajori Szabadtéri Színpad)
- Gaetano Donizetti – Domenico Cimarosa: A csengő / A titkos házasság (jelmez) (Városmajori Szabadtéri Színpad)
- Ábrahám Pál: Bál a Savoyban (jelmez) (Városmajori Szabadtéri Színpad)
- Gioachino Rossini: A sevillai borbély (jelmez) (Városmajori Szabadtéri Színpad)

## Rendezéseiből
- Gioachino Rossini: A sevillai borbély (Városmajori Szabadtéri Színpad)

## Filmek, tv
- Angelica nővér (Zenés Tv-Színház) (1985) ... Novicia (hangja)
- A titkos házasság (Zenés Tv-Színház) (1987) ... Elisetta, Geronimo lánya
- Zuhanás közben (1987)... Mixernő
- Johann Strauss: A denevér (1988) ... Adél, szobalány
- Három a kislány (Zenés Tv-Színház) (1988) ... Médi (hangja)
- Bohémélet (1992) (Zenés Tv-Színház) ... Musette
- Vörös vurstli (1992)... Tussel Jolán
- Oltári történetek (2022)... Németh Mónika